# Łukasz Łakomy
Łukasz Łakomy (* 18. Januar 2001 in Puławy) ist ein polnischer Fußballspieler. Seit 2023 steht der Mittelfeldspieler in der Schweiz beim BSC Young Boys unter Vertrag.

## Karriere
Łakomy begann mit dem Fußballspielen in seiner Geburtsstadt bei Wisła Puławy, ehe er 2014 in die Jugendabteilung von Legia Warschau aufgenommen wurde. Dort durchlief er die übrigen Jugendmannschaften und rückte 2019 in den Kader der zweiten Mannschaft auf, die in der viertklassigen 3. Liga antrat und in der er Stammspieler wurde. Für die Profimannschaft in der ersten Liga fand er jedoch keine Berücksichtigung; lediglich am letzten Spieltag der Saison 2019/20 saß er dort bei einem Ligaspiel auf der Ersatzbank, ohne dabei zum Einsatz zu kommen, wobei die Mannschaft zu diesem Zeitpunkt bereits als polnischer Meister feststand.
Im Januar 2021 verpflichtete ihn der Erstligist Zagłębie Lubin, bei dem er im restlichen Verlauf der Saison zunächst zu einigen Einsätzen nach Einwechslung kam. Die Hinrunde der folgenden Spielzeit 2021/22 bestritt Łakomy hauptsächlich mit der zweiten Mannschaft des Vereins in der vierten Liga, ehe er ab Dezember 2021 wieder regelmäßig in der Erstliga-Mannschaft eingesetzt wurde und sich dort schließlich als Stammspieler im zentralen Mittelfeld durchsetzen konnte. Seitdem bestritt er alle verbleibenden Ligaspiele des Vereins, ebenso kam er in der anschließenden Saison 2022/23 in sämtlichen Partien zum Einsatz und stand dabei in allen außer zwei in der Startelf.
Im Sommer 2023 wechselte er in die Schweiz, wo ihn der dortige Superligist BSC Young Boys verpflichtete. Bei den Bernern unterzeichnete er einen Fünfjahresvertrag bis 2028. Mit der Mannschaft wurde er am Ende seiner ersten Saison 2024 Schweizer Meister.

### Nationalmannschaft
2015 bestritt Łakomy ein Länderspiel für die polnische U15-Nationalmannschaft. Später wurde er im Oktober 2019 erstmals in die U20-Auswahl berufen, kam dort jedoch zunächst nicht zum Einsatz und wurde in der Folge vorerst nicht mehr nominiert. Erst im März 2022 wurde er erneut berufen und kam daraufhin in zwei Länderspielen zum Einsatz. Im Juni 2022 bestritt er zudem zwei Partien mit der U21-Nationalmannschaft.